# Smile (cântec de Lily Allen)
„Smile” este primul cântec lansat ca disc single de pe albumul de debut Alright, Still al cântăreței britanice Lily Allen.

## Clasamente
| Chart (2006)                  | Peak position |
| ----------------------------- | ------------- |
| Australian ARIA Singles Chart | 3             |
| Ö3 Austria Top 40             | 12            |
| Belgian Ultratop 50 Singles   | 10            |
| Dutch Top 40                  | 1             |
| French Singles Chart          | 7             |
| German Singles Chart          | 13            |
| Irish Singles Chart           | 1             |
| New Zealand Singles Chart     | 1             |
| Italian Singles Chart         | 5             |
| Swedish Singles Chart         | 11            |
| Swiss Singles Chart           | 3             |
| Spain Los 40 Principales      | 2             |
| UK Singles Chart              | 1             |
| Chart (2007)                  | Peak position |
| Canadian Hot 100              | 16            |
| S.U.A. Billboard Hot 100      | 49            |